# NPD Thüringen
Die NPD Thüringen ist der Landesverband der rechtsextremistischen Nationaldemokratischen Partei Deutschlands in Thüringen. Der Landesverband Thüringen besteht formal aus 17 Kreisverbänden.

## Entwicklung

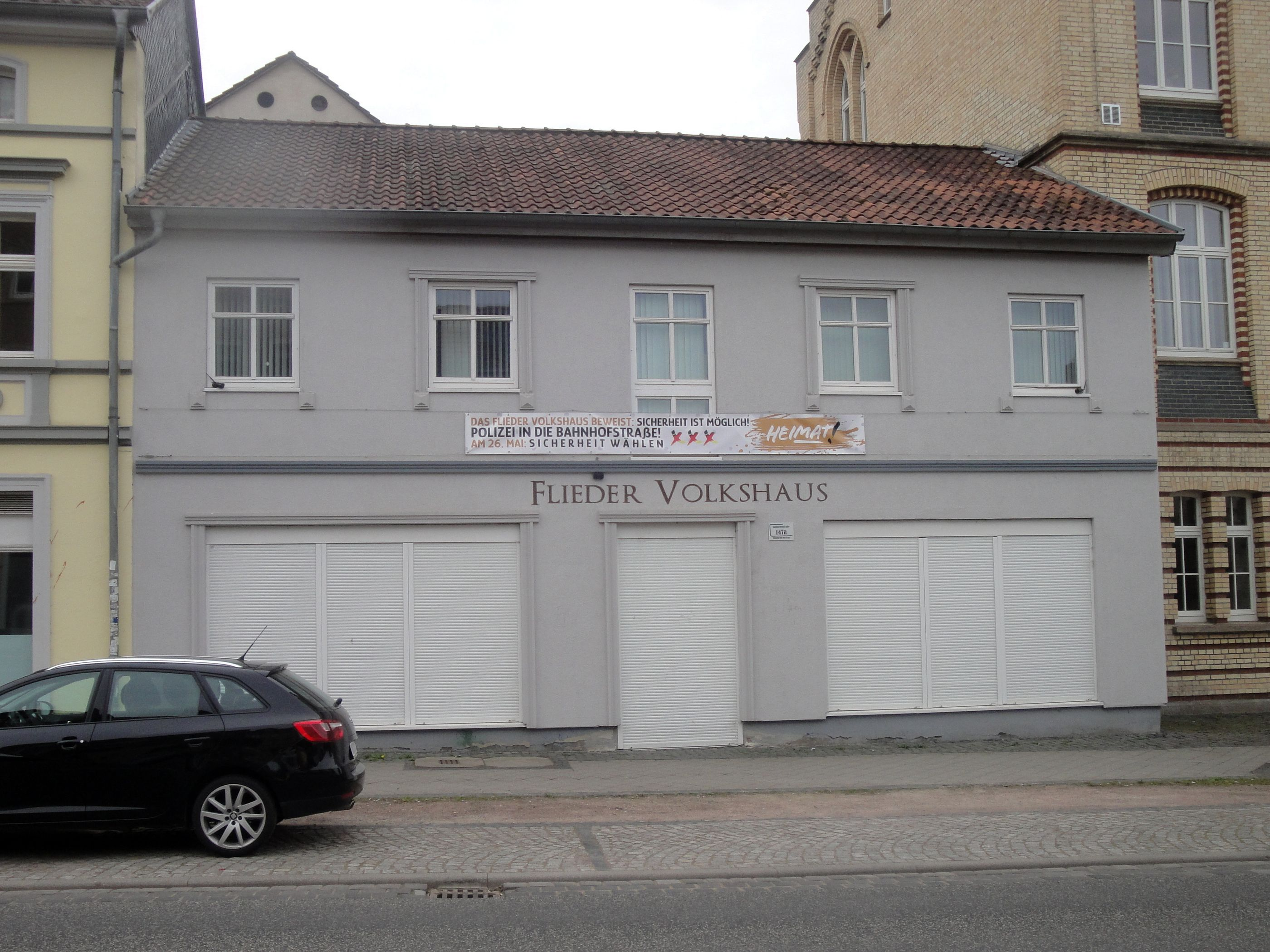
„Flieder Volkshaus“ in Eisenach

Bei der Landtagswahl in Thüringen 2009 erreichte die NPD Thüringen 4,3 Prozent, bei der Landtagswahl in Thüringen 2014 3,6 Prozent der abgegebenen gültigen Landes- bzw. Zweitstimmen. Bei den Kommunalwahlen in Thüringen 2014 erhielt die NPD in Thüringen 60 Mandate. Durch Aus- oder Übertritte und Mandatsniederlegungen verringerte sich diese Anzahl im Laufe der Wahlperiode.
Tobias Kammler löste im Januar 2015 Patrick Wieschke als Parteivorsitzenden ab. Von Februar 2017 bis November 2018 war Thorsten Heise Landesvorsitzender. Im April 2018 sind zwei Göttinger Journalisten, nachdem sie das Haus von Heise in Fretterode fotografiert hatten, von zwei infolgedessen angeklagten Tatverdächtigen (dem Sohn von Heise und dem NPD-Funktionär Gianluco B., der als politischer Ziehsohn von Heise gilt) verfolgt, angegriffen, ausgeraubt und verletzt worden. Neuer Landesvorsitzender ist seit November 2018 Patrick Weber aus Sondershausen. Er ist langjähriges Mitglied im Landesvorstand und trat in der Vergangenheit u. a. als (Mit-)Organisator von Rechtsrock-Events in Sondershausen („Thüringentag der nationalen Jugend“ und „In Bewegung“) auf.
Einzelne Kreisverbände und Führungspersonen des Thüringer Landesverbandes der NPD richten in und außerhalb Thüringens regelmäßig verschiedene Rechtsrock-Events mit deutschland- und europaweiter Mobilisierung von Rechtsextremen aus (z. B. organisiert Heise den „Eichsfeldtag“ in Leinefelde und das „Schild und Schwert“-Festival im sächsischen Ostritz, der Kreisverband Gera und dessen Vorsitzender Gordon Richter organisieren „Rock für Deutschland“ in Gera). Die Landesparteizentrale befindet sich im sog. „Flieder Volkshaus“ in Eisenach, die für verschiedene Partei- und private Veranstaltungen (z. B. Lieder- und Vortragsabende) von der NPD Thüringen genutzt wird. In den Räumen des „Flieder Volkshauses“ ermöglichte es Patrick Wieschke der rechtsextremistischen Kampfsportgruppe „Knockout 51“ (KO51) neben der Bereitstellung eines Raumes als Waffenlager ab Dezember 2019 regelmäßige Trainings durchzuführen mit der Absicht, unter dem Vorwand körperlicher Ertüchtigung weitere Mitglieder zu gewinnen und diese für Straßenkämpfe auszubilden. Mutmaßlicher Gründer und Rädelsführer der Gruppe ist Leon R., der am 6. April 2022 wegen des Verdachts rechtsextremistischer Straftaten auf Anordnung der Bundesanwaltschaft festgenommen wurde. Seine Wohnung und die Räumlichkeiten des „Flieder Volkshauses“ wurden durchsucht.
Die Mitgliederzahl des Landesverbandes betrug nach Schätzungen des Amtes für Verfassungsschutz Thüringen 2016 und 2017 etwa 170. In der Tendenz ist die Mitgliederzahl in den letzten Jahren rückläufig gewesen.
Der Greizer Neonazi und Mitbegründer von THÜGIDA David Köckert ist von 2014 bis 2017 Mitglied der NPD Thüringen gewesen, für die er zwischenzeitlich Landesorganisationsleiter war.
Das Thüringer Innenministerium befürchtete eine Radikalisierung der NPD.

## Ergebnisse der Landtagswahlen
| Jahr | Stimmen | Sitze |
| ---- | ------- | ----- |
| 1990 | 0,2 %   | 0     |
| 1994 | n. a.   | —     |
| 1999 | 0,2 %   | 0     |
| 2004 | 1,6 %   | 0     |
| 2009 | 4,3 %   | 0     |
| 2014 | 3,6 %   | 0     |
| 2019 | 0,5 %   | 0     |
| 2024 | n. a.   | —     |